# Llista de pel·lícules bàsics del cinema català
Alguns dels títols més significatius del cinema català que es conserven al Centre de Conservació i Restauració de la Filmoteca de Catalunya i que aquesta considera que formen part del que anomena els Bàsics del cinema català. És un projecte obert que anirà ampliant-se a mesura que ho permeti les tasques de restauració i preservació de la institució.

## Llista de pel·lícules Bàsics del cinema català
| 1904                            |                                |  |                    |  |
| L'hereu de Can Pruna            | Segundo de Chomón              |  | Comèdia            |  |
| 1909                            |                                |  |                    |  |
| Barcelona en tranvía            | Ricardo de Baños               |  |                    |  |
| 1916                            |                                |  |                    |  |
| La secta de los misteriosos     | Albert Marro                   |  | Serial d'aventures |  |
| 1937                            |                                |  |                    |  |
| Els tapers de la costa          | Laya Films                     |  | Documental         |  |
| Espanya al dia. Edició especial | Laya Films                     |  | Noticiari          |  |
| 1938                            |                                |  |                    |  |
| Catalunya màrtir                | Laya Films                     |  | Documental         |  |
| 1948                            |                                |  |                    |  |
| Vida en sombras                 | Llorenç Llobet Gràcia          |  | Drama              |  |
| 1950                            |                                |  |                    |  |
| Apartado de correos 1001        | Julio Salvador                 |  | Policíac           |  |
| 1956                            |                                |  |                    |  |
| Forma, color y ritmo            | Josep Mestres                  |  | Experimental       |  |
| Ballet burlón                   | Fermí Marimón                  |  | Experimental       |  |
| 1962                            |                                |  |                    |  |
| Los Tarantos                    | Francesc Rovira Beleta         |  | Drama              |  |
| Pintura 1962-63                 | Ton Sirera                     |  | Experimental       |  |
| 1966                            |                                |  |                    |  |
| Noche de vino tinto             | José María Nunes               |  |                    |  |
| 1967                            |                                |  |                    |  |
| La piel quemada                 | Josep Maria Forn               |  | Drama              |  |
| Dante no es únicamente severo   | Jacint Esteva i Joaquim Jordà  |  | Experimental       |  |
| 1969                            |                                |  |                    |  |
| BiBiCi Story                    | Carles Duran                   |  | Experimental       |  |
| 1970                            |                                |  |                    |  |
| Ice cream                       | Antoni Padrós                  |  | Experimental       |  |
| 1977                            |                                |  |                    |  |
| Ocaña, retrat intermitent       | Ventura Pons                   |  | Documental         |  |
| 1978                            |                                |  |                    |  |
| Ritmes cromàtics                | Jordi Artigas                  |  | Experimental       |  |
| 1979                            |                                |  |                    |  |
| Miserere                        | Benet Rossell i Antoni Miralda |  | Experimental       |  |
| LA, RE, MI, LA                  | Carles Santos                  |  | Experimental       |  |
| 1982                            |                                |  |                    |  |
| La plaça del Diamant            | Francesc Betriu                |  | Drama              |  |
| 1986                            |                                |  |                    |  |
| Angoixa                         | Bigas Luna                     |  | Terror             |  |